# Krystalová vložka
Krystalová vložka byla tvořena jedním (mono) či dvěma (stereo) „krystaly“ Seignettovy soli. Prakticky se jednalo o piezoelektrický jev – mechanické namáhání těchto „krystalů“ v podobě destiček (kroucení, ohýbání) vyvolává na jejich povrchu elektrické napětí. To bylo snímáno hliníkovým polepem. Ve stereosoustavě byly destičky umístěny v úhlu ±45° od vodorovné roviny. Vlastní snímač byl obvykle tvořen kuželovým safírovým hrotem s kulovým zakončením. 
Krystalové vložky byly postupně nahrazeny vložkami keramickými (barium-titanátové měniče) – příkladem je československá gramofonová vložka TESLA VB4302. Měniče keramických vložek jsou trvanlivější, nerozpadají se a nepodléhají vlhkosti. Kvalitní keramické systémy zvládaly pracovat i s přítlakem 3 gramy. Keramické vložky bývají mylně označovány jako krystalové.
Keramické měniče jsou dodnes používány v levných gramofonech. Vyrábějí se stále, jen s rozdílem, že hrot je dnes tvořen téměř výhradně umělým diamantem s eliptickým průřezem.
Stejný princip je stále používán v piezoelektrických zapalovačích.